# Randelbach
Der Randelbach ist ein linksseitiger Zufluss der oberen Ems. Der Bach entspringt in einer geschützten sumpfigen Wiese in der Bauerschaft Wadelheim bei Rheine, fließt von hier aus in vielen krausen und eigenwilligen Windungen weiter durch die Bauerschaft Bentlage und dem Bentlager Wald und mündet schließlich kurz vor der dritten Schleuse in die Ems. In alten Karten findet man auch den Namen „Randilbach“. 
Der Bach ist ein Laichgewässer für verschiedene Fischarten. Hecht, Meerforelle und Lachs waren hier einst während ihrer Laichzeiten zu finden. Die ausgestorbenen Lachsstämme laichten hier vom späten November bis Anfang und Mitte Dezember. Fischereiverbände setzten 2002 auch im Randelbach viele Brütlinge aus. 
1937 wurde der Bach im Bereich des Wadelheimer Uhlenhooks verlegt und begradigt. 
Das Gewässer überwindet während seiner Fließstrecke einen Höhenunterschied von 19 Metern, 
somit ergibt sich ein mittleres Sohlgefälle von 3,2 ‰.	